# Tidningspojke

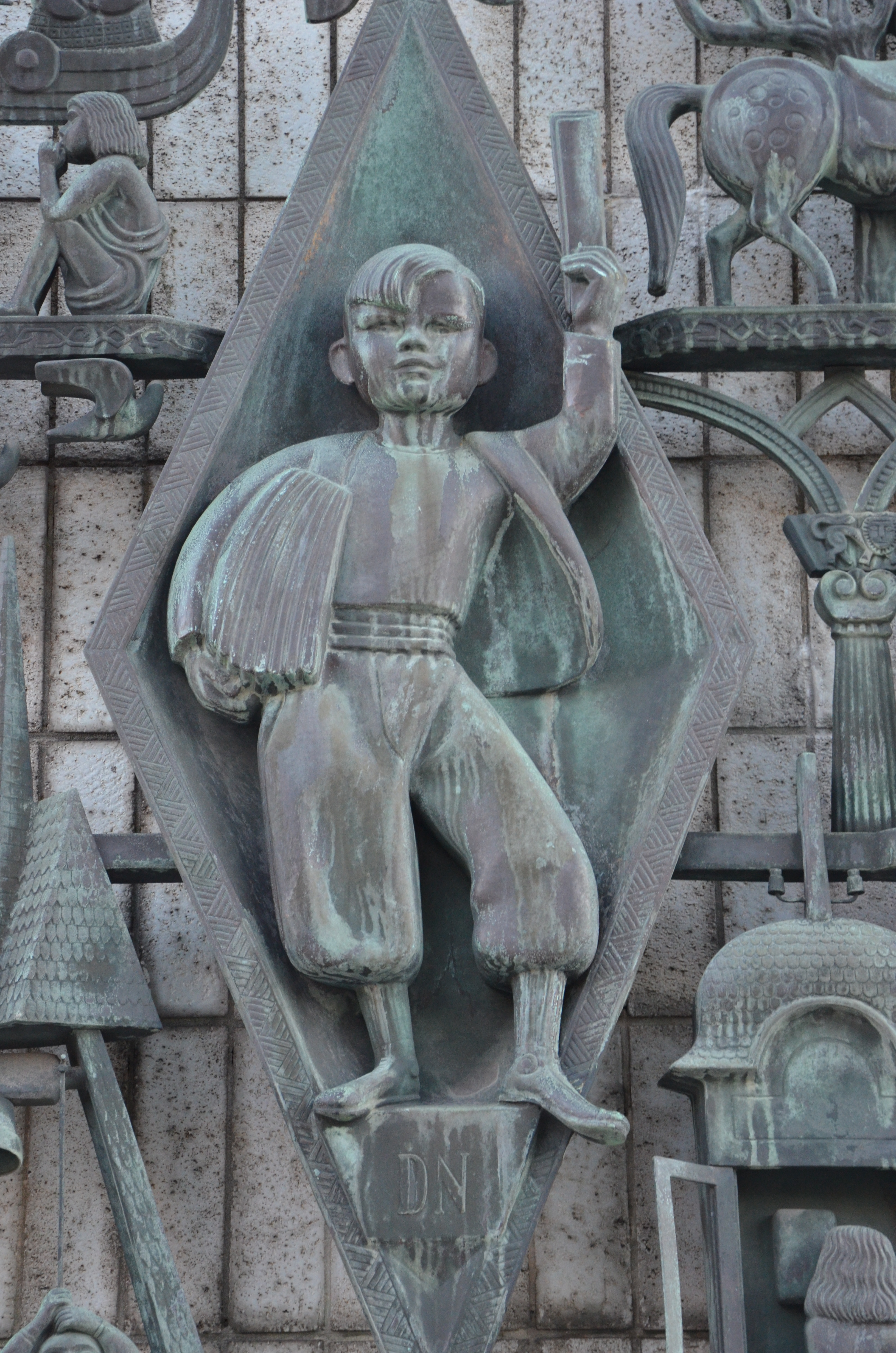
Tidningspojke som detalj i reliefskulpturen Friheten vår lösen av Stig Blomberg, Rålambshovsvägen på Kungsholmen i Stockholm.

En tidningspojke är en ung person som säljer dags- och kvällstidningar i på gatan, eller levererar till stamkunders kontor eller bostäder. 
Denna distributionsform ersattes efterhand under 1900-talet av distribution genom kiosker och butiker och genom systematiserad utbärning till prenumeranter, men har återkommit i storstäder med introduktion av gratistidningar. Numera handlar det dock ofta om en vuxen person i bil.

## Fotogalleri

Åttaårig tidningspojke i USA, 1910.
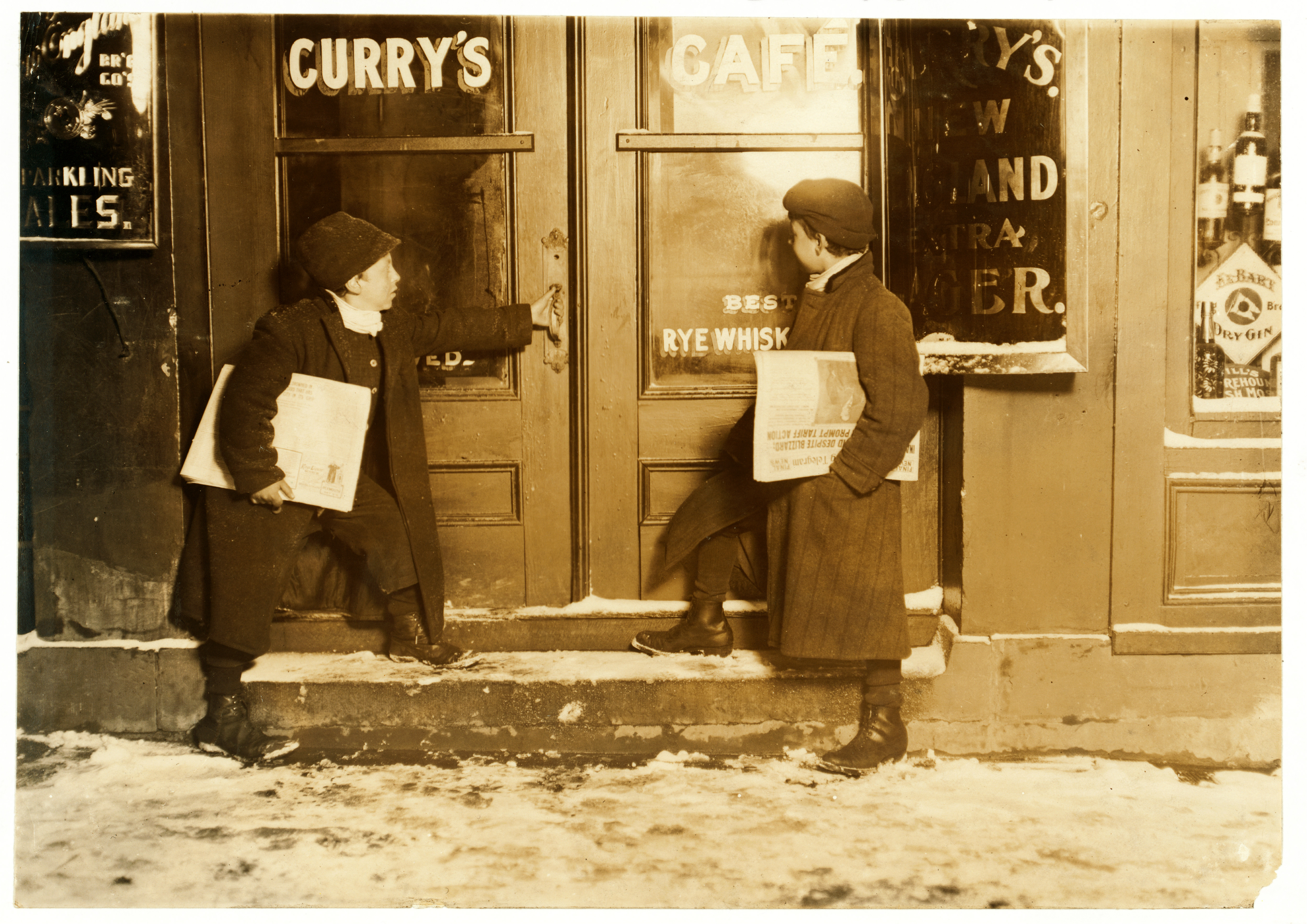
Tidningspojkar i Hartford, Connecticut, USA, 1909.
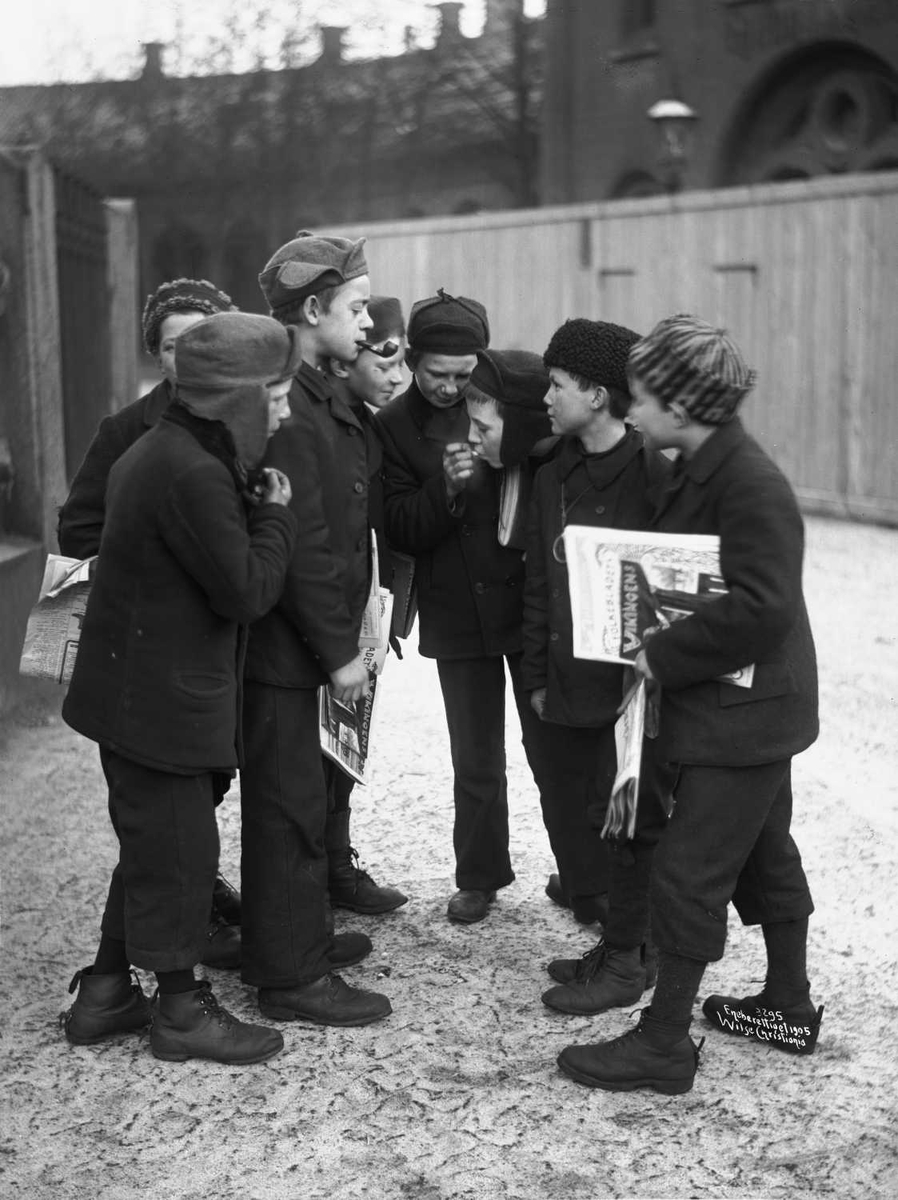
Ett gäng tidningspojkar under rökpaus utanför Karl Johans gate 11 i Oslo. I händerna håller de tidskriften Vikingen. Foto från 1905 av Anders Beer Wilse.
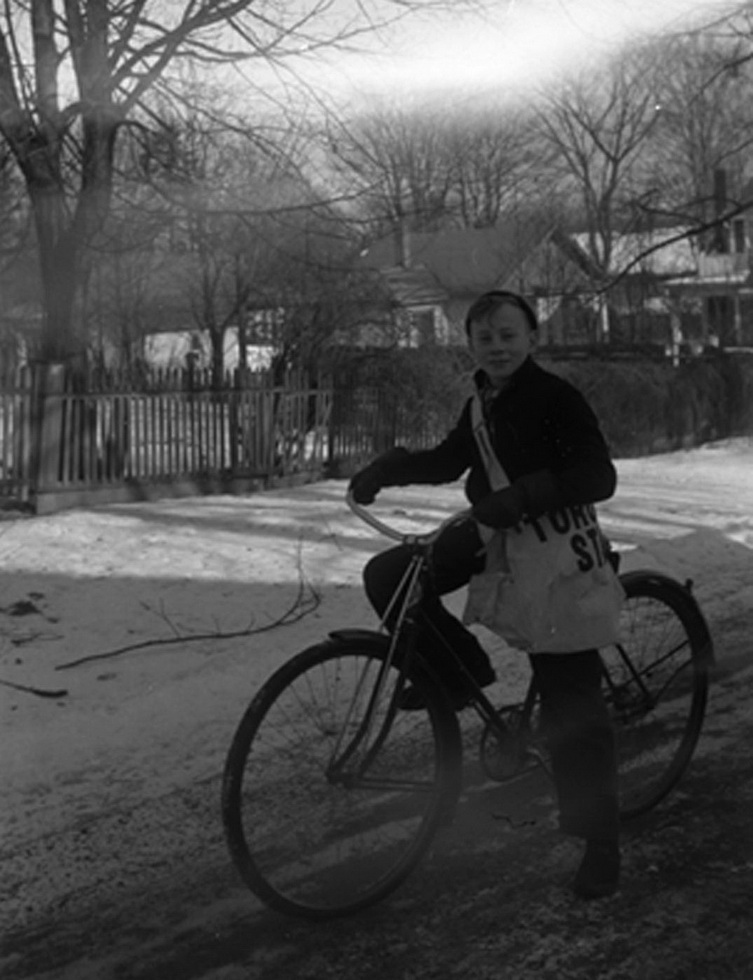
Tidningspojke för Toronto Star i Whitby, Ontario, Kanada, 1940.